# Eric Louzil
Eric Louzil (1951) è un regista, sceneggiatore e produttore cinematografico statunitense. Ha diretto tredici film, quattro dei quali prodotti dalla Troma.

## Biografia
Louzil debuttò nel mondo del cinema nel 1974, in veste di produttore associato del cortometraggio Sonic Boom. Nel 1987 diresse il suo primo film da regista, il women in prison Lust for Freedom, prodotto dalla Troma. Seguì nel 1989 un altro film prodotto dalla celebre casa di produzione, Fortress of Amerikkka. 
Nel 1991 e nel 1994, Louzil diresse Class of Nuke 'Em High Part II: Subhumanoid Meltdown e Class of Nuke 'Em High 3: The Good, the Bad and the Subhumanoid, sequel di Class of Nuke 'Em High.
L'ultimo film diretto da Louzil risale al 1998 e s'intitola Fatal Pursuit. In seguito, il regista si dedicò alla produzione cinematografica.

## Filmografia

### Regista
- Lust for Freedom (1987)
- Fortress of Amerikkka (1989)
- Wilding (1991)
- Casting Agency (co-regia con Steve Oakley, non accreditato) (1991)
- Class of Nuke 'Em High Part II: Subhumanoid Meltdown (co-regia con Donald G. Jackson (1991)
- Bikini Beach Race (1992)
- Lukas' Child (1993)
- Silent Fury (1994)
- Class of Nuke 'Em High 3: The Good, the Bad and the Subhumanoid (1994)
- Desperate Obsession (1995)
- Dangerous Cargo (1996)
- Dilemma (co-regia con Eric Larsen e Alan Smithee (1997)
- Fatal Pursuit (1998)